# Биляр (Удмуртия)
Биляр — село в Можгинском районе Республики Удмуртия Российской Федерации.

## География
Находится в пределах Можгинской возвышенности, 

## История
Приход села Биляр был открыт по распоряжению Священного Синода в 1833 году, в указе говорится: «…учредить новый приход и устроить для сего в деревне Биляр из имеющейся там часовни, временную церковь во имя Архистратига Михаила с определением к ней особого причта и с предположением со временем соорудить в оной деревне церковь каменную дозволить…». Первая деревянная церковь просуществовала до 1842 года, в этом году началось строительство каменного храма, которое закончилось в 1848 году. По итогам десятой ревизии в 1859 году в 33 дворах казённого села Биляр при ручье Биляр проживало 230 жителей и помимо церкви работала мельница. В 1896 году храм ещё раз был расширен. Всего к 1908 году в церкви имелось три престола: средний — Воскресенский, правый — в честь Михаила Архангела и левый в честь Святителя Феодосия Черниговского Чудотворца. Приблизительно в 1904 году в составе Елабужского уезда была образована Билярская волость с административным центром в селе Биляр.
В 1924 году образован Билярский сельсовет, с центром в селе Биляр. В 1939 году Воскресенский храм по традиционной для тех лет схеме был закрыт, сначала арест священника, а затем в связи с тем, что государственное имущество не используется, церковь переделывается под текущие нужды. В 1954 году Билярский сельсовет упразднён и входившие в него населённые пункты переподчинены Старокаксинскому сельсовету.
С 1955 по 2004 годы входила в Старокаксинский сельсовет.
С 2004 по 2016 годы входила в Старокаксинское сельское поселение, сменившее Старокаксинский сельсовет.
С 2016 по 2021 годы входило сельское поселение Можгинское, после преобразованы, путём их объединения, ряда муниципальных образований района.
С 25 июня 2021 года, в связи с преобразованием муниципального района в муниципальный округ сельское поселение Можгинское упразднено и деревня входит в новообразованный муниципальный округ «Можгинский район».

## Население
| 2008 | 2010 | 2012 |
| ---- | ---- | ---- |
| 15   | →15  | ↘10  |

## Инфраструктура
Личное подсобное хозяйство.
Основа экономики — сельское хозяйство.

## Транспорт
Деревня доступна автотранспортом.